# Philémon Ier d'Antioche
Philémon Ier (s.d.) fut patriarche orthodoxe d'Antioche et de tout l'Orient de 1766 à 1767.